# Operation Greif
Operation Greif var den ene af to tyske specialmissioner under Ardenneroffensiven, under ledelse af den berømte Waffen-SS kommandosoldat Otto Skorzeny, og udtænkt af Adolf Hitler. Den anden var Operation Stösser. Efter planen skulle Skorzeny lede en lille gruppe engelsktalende soldater, der iført amerikanske og britiske uniformer havde til opgave at snige sig om bag de amerikanske linjer for at ændre skilte, omdirigere trafikken og skabe generel forvirring. Derudover skulle de belejre broerne over Meuse mellem Liège og Namur. Alt sammen for at lette den tyske offensiv.

## Udførelsen
Det lykkedes en lille gruppe engelsktalende tyske soldater at snige sig ind bag de allieredes linjer den 16. december 1944. Selv om det ikke lykkedes dem at erobre de vitale broer over Meuse, som havde været et af målene med missionen, lykkedes det dem hos de allierede tropper at skabe en voldsom forvirring der slet ikke stod mål med deres ringe antal. Rygtet om disse engelsktalende tyskere på allieret territorium spredtes som en steppebrand. Selv general George S. Patton var alarmeret over situationen. Den 17. december beskrev Patton sin frustration over hvordan denne Skorzeny, der talte perfekt engelsk, skabte røre ved at overklippe ledninger, vende vejskilte og opskræmme hele divisioner.
De allierede oprettede hurtigt checkpoints langs vejene, der havde til formål at opspore disse forklædte tyskere. Men disse checkpoints forsinkede også bevægelsen af allierede tropper og forsyninger. Militærpolitiet udspurgte soldater om ting, som man forventede, at almindelige amerikanere ville kunne svare på, såsom navnet på Mickey Mouses kæreste, baseballstatistikker og navnet på Illinois’ hovedstad. Det sidste spørgsmål førte til en kortvarig tilbageholdelse af general Omar Bradley. Bradley gav godt nok det rigtige svar – Springfield – men tilsyneladende mente den efterretningsofficer, der afhørte ham, at det korrekte svar var Chicago.
Den forøgede sikkerhed betød imidlertid også, at de tyske bedragere fik det sværere, og nogle af dem blev fanget. Men selv i fangenskab lykkedes det dem at sprede desinformation: Under afhøringerne blev de spurgt om formålet med deres mission, hvortil nogle svarede, at de havde fået ordre til at tage til Paris for at tilfangetage eller dræbe general Dwight D. Eisenhower. Dette førte til øgede sikkerhedsforanstaltninger omkring Eisenhower, hvis bevægelsesfrihed blev indskrænket til hans hovedkvarter. Da disse soldater var blevet anholdt iført amerikanske uniformer, blev de henrettet ved skydning, noget der på den tid var standardproceduren i alle hære, men tvivlsom praksis ifølge Geneve-konventionen. Geneve-konventionen foreskriver kun, at soldater i kamp skal bære uniform, der tydeligt identificerer dem som kombattanter. Skorzeny, der var ekspert i international ret, vidste, at en operation som denne ville være fuldt ud lovlig, så længe de bar tyske uniformer, når de angreb. Skorzeny og hans mænd var helt klar over den store sandsynlighed for tilfangetagelse, og de fleste af dem bar – for det tilfælde at de skulle blive fanget – deres tyske uniform under den allierede. Skorzeny overlevede krigen og levede efterfølgende et farverigt liv.